# Phyllanthus mittenianus
Phyllanthus mittenianus là một loài thực vật có hoa trong họ Diệp hạ châu. Loài này được Hutch. miêu tả khoa học đầu tiên năm 1912.